# 뭉케달시

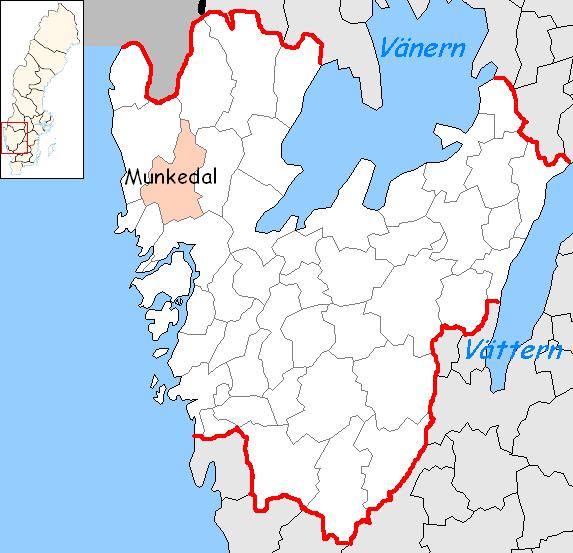
뭉케달 시의 위치

뭉케달시(스웨덴어: Munkedals kommun)는 스웨덴 베스트라예탈란드주에 위치한 지방 자치체로 행정 중심지는 뭉케달이며 면적은 675.01km2, 인구는 10,361명(2016년 12월 31일 기준), 인구 밀도는 15명/km2이다.

시 문장